# 盖尔德纳湖
盖尔德纳湖（英語：Lake Gairdner）是一个位于澳大利亚南澳大利亚州艾尔半岛以北的内流盐湖。在汛期，该湖被认为是澳大利亚的第三大湖。

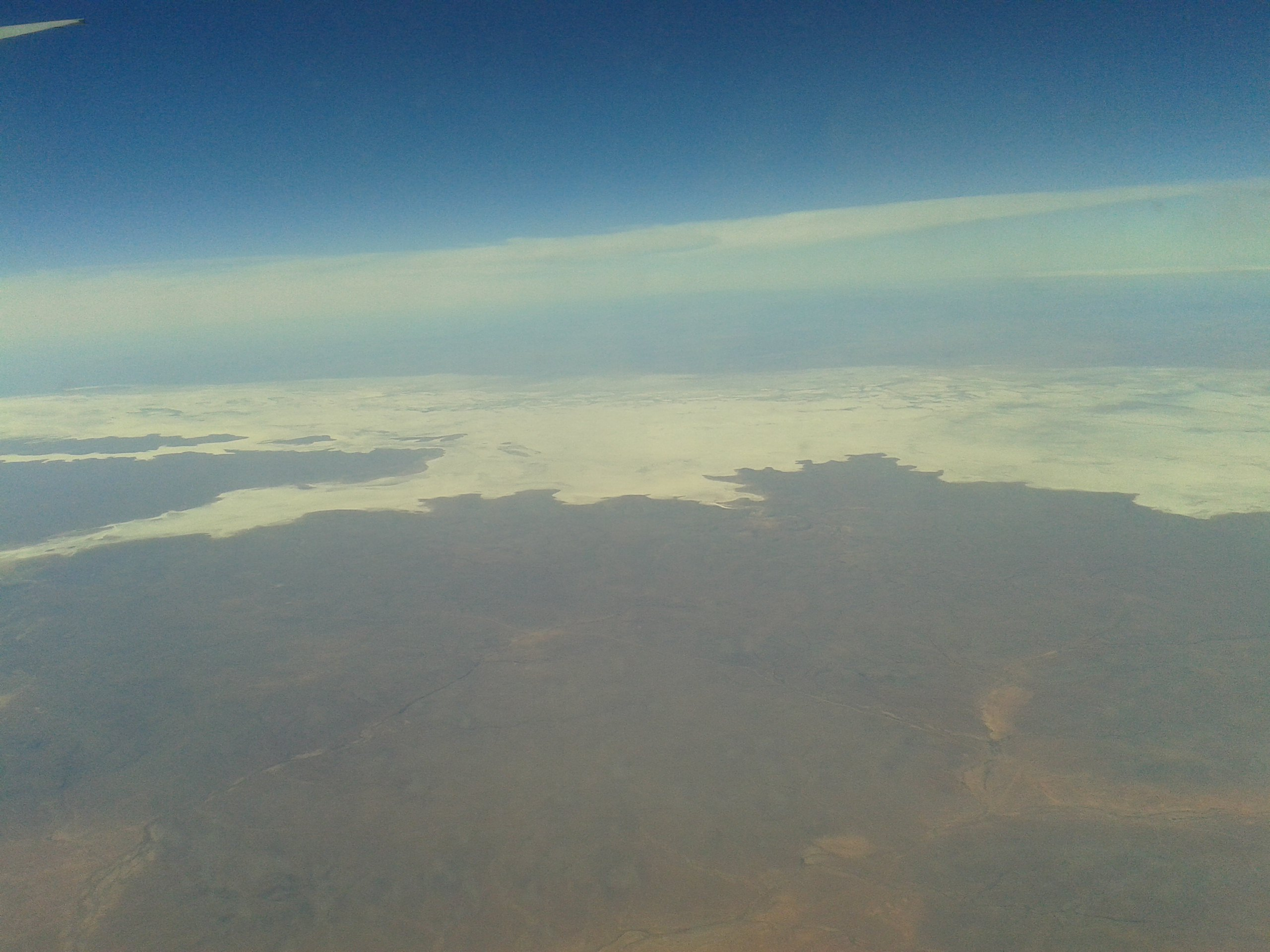
在大气层中看到的盖尔德纳湖

## 描述
盖尔德纳湖位于南澳大利亚州首府阿德莱德的西北约440公里处，在奥古斯塔港的西北约150公里处的高勒山脉北边的山脚下和托伦斯湖的西面。
该湖的长度超过160公里，宽度超过48公里，某些区域的盐层最大厚度超过1.2米。
盖尔德纳湖是由总督南澳大利亚的麥當奴在1857年10月以英国殖民地部的澳大利亚部门首席职员的名字Gordon Gairdner来命名的。
盖尔德纳湖连同埃弗拉德湖和哈里斯湖形成了盖尔德纳湖国家公园的广大地域。这些湖曾经是一直延伸到卡奔塔利亚湾的内海的一部分。
六条流入该湖的短的小溪包括花园小溪，峡谷小溪和Yeltabinna小溪。
盖尔德纳湖范围内的土地于2013年4月26日被南澳大利亚州政府划为名称为“Lake Gairdner”的地区。

## 盐湖上的比赛
该湖曾经是在其盐盘上进行各种陆上速度记录的试点地点，目前是澳大利亚干湖赛手（Dry Lakes Racers Australia）举办年度“速度周”活动的地点。